# Traité de Turin (1696)
 (janvier 2018).
Si vous disposez d'ouvrages ou d'articles de référence ou si vous connaissez des sites web de qualité traitant du thème abordé ici, merci de compléter l'article en donnant les références utiles à sa vérifiabilité et en les liant à la section « Notes et références ».
Pour les articles homonymes, voir Traité de Turin.
Le traité de Turin du 29 août 1696 fut l'acte décisif qui mit fin momentanément aux ambitions de reconquête du duc de Savoie Victor-Amédée II de Savoie ce qui le contraignit à passer pour un temps dans l'alliance française. 

## Les faits

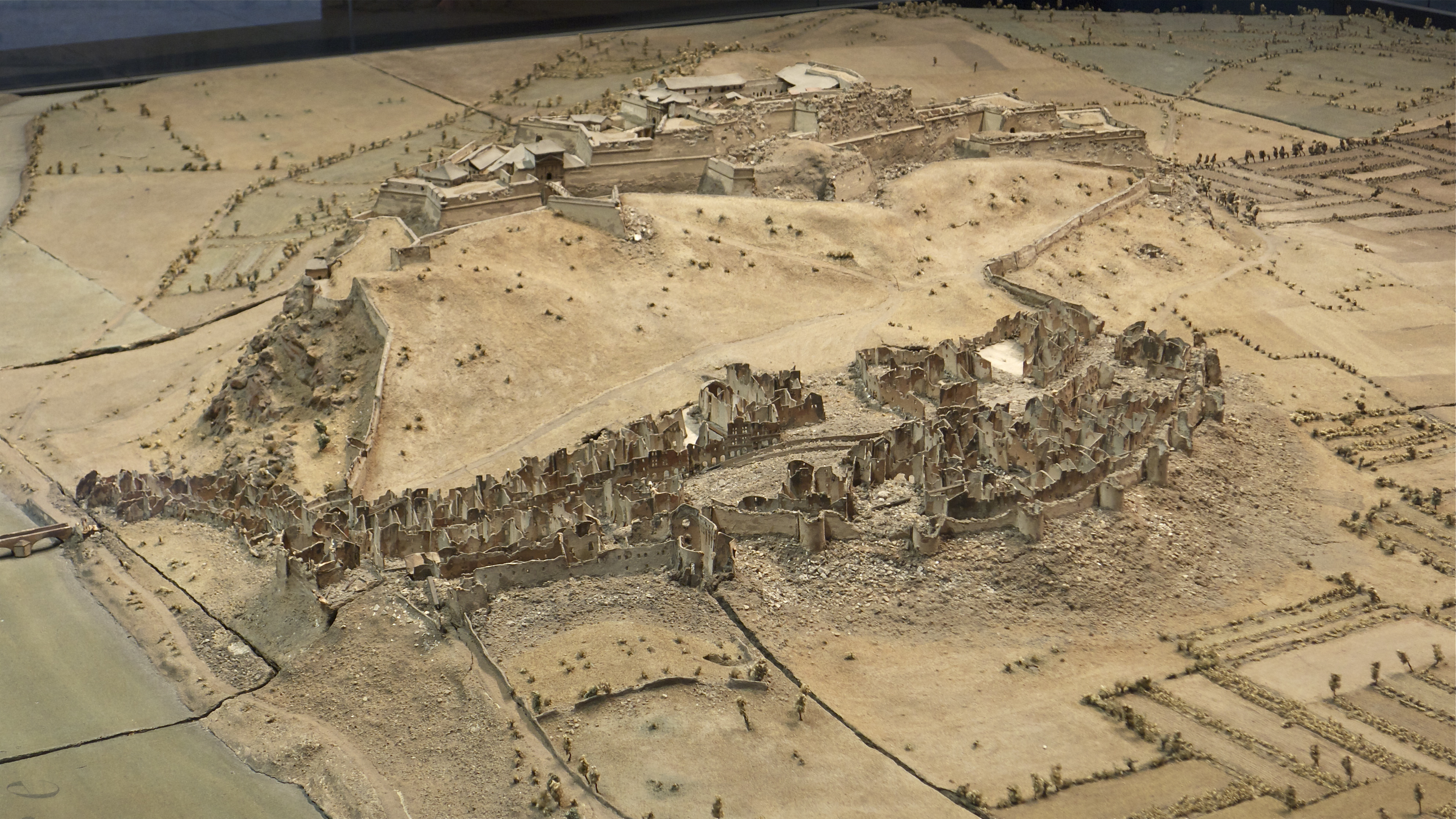
Montmélian en ruine après sa prise par les Français en 1691

En 1690, la guerre que conduisait le Piémont emmené par Victor-Amédée II de Savoie allié aux Espagnols et aux Impériaux contre les Français de Louis XIV traversait un moment très critique. Après la désastreuse bataille de Staffarda et l'échec français du siège de Cuneo, le général Nicolas de Catinat battit de nouveau les armées du duc de Savoie occupant Montmélian le 22 décembre 1691. 
Louis XIV, en raison de la position de faiblesse des Savoie, proposa un accord à Victor-Amédée II. Le duché au même moment se trouvait sans descendance mâle, et Victor-Amédée, encore sans fils, était malade. Le duc refusa les propositions françaises et nomma son cousin Emmanuel-Philibert de Savoie-Carignan , âgé de huit ans, comme son successeur.
Victor-Amédée survécut à la maladie mais il subit une défaite ultérieure, en 1693 lors de la bataille de La Marsaille, après quoi, il se retira à Moncalieri avec les troupes qui lui restaient.

## Le traité de Turin

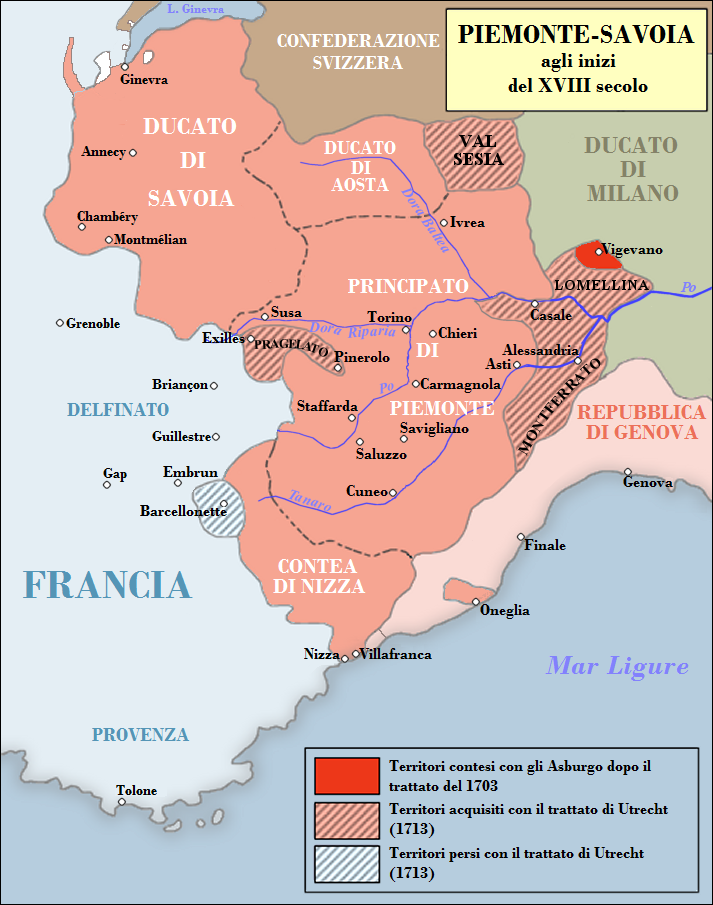
Territoires de Victor-Amédée II de Savoie

Le maréchal Nicolas de Catinat s'est rendu maître de la Savoie et du comté de Nice, à la tête de soixante bataillons et de plus de quatre-vingt escadrons. Il fait route vers le Piémont, où il encercle presque le duc de Savoie dans le petit bourg de Casal, lieu dans lequel s'est replié le duc avec une partie de ses troupes. Catinat menace de tout dévaster. 

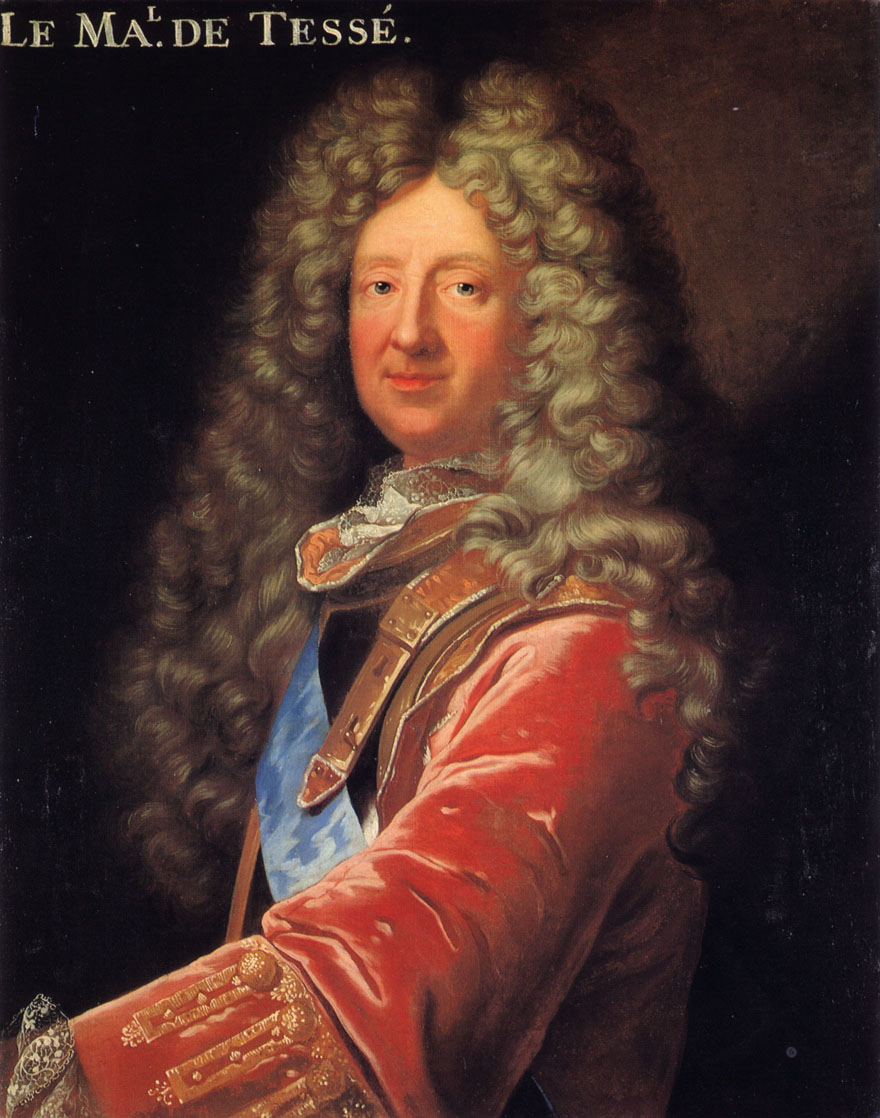
René de Froulay de Tessé, lieutenant général chargé des négociations. Devient maréchal de France en 1703

Il laisse le lieutenant général René de Froulay, comte de Tessé, engager des pourparlers avec le duc. Le lieutenant général est habilité à négocier en lieu et place, au nom du roi de France.  Pour accentuer la pression sur l'accord, Catinat se prépare au siège de Turin. 

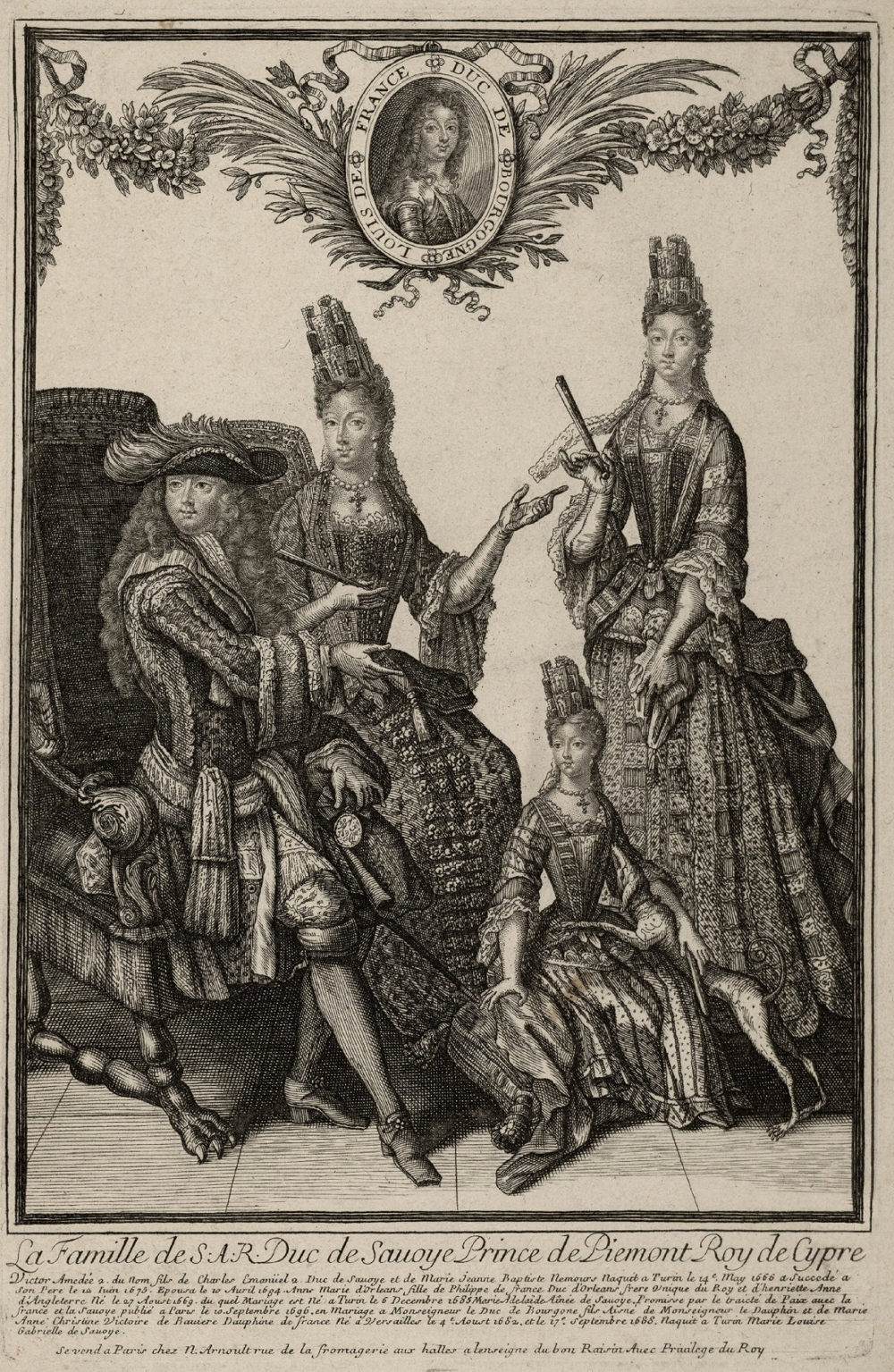
Famille ducale de Savoie en 1697 avec Victor-Amédée et en bas à droite sa fille aînée Marie-Adélaïde

Le 26 août 1696, pour sauver ses États, Victor-Amédée accepta la nouvelle proposition d'alliance avec les Français. L'accord de paix est scellé notamment par la promesse de mariage de Louis de France, duc de Bourgogne et petit-fils de Louis XIV avec sa fille aînée Marie-Adélaide de Savoie. Le futur Louis XV naîtra de cette union. Parmi les autres clauses du traité : le retour de Pignerol sous le contrôle piémontais, en contrepartie le roi Soleil imposa la destruction de la forteresse qui avait eu pour illustre prisonnier Nicolas Fouquet, ainsi que le passage de la forteresse de Casale au duc de Mantoue alors neutre.
Louis XIV a pour but ultime de semer la zizanie dans la ligue d'Augsbourg et non de priver le duc de Savoie de ses États, c'est pourquoi la paix de Turin ne sera pas humiliante pour le duc.  
Il se passa quelque temps avant que Victor-Amédée puisse déclarer publiquement être passé du côté des Français par crainte d'attaques ennemies, mais les impériaux suspectaient un changement d'alliance du duc de Savoie. Quand cela fut rendu public, les soldats français entrèrent dans les territoires du Piémont pour les défendre de ses ennemis.